# Dziebędów
Dziebędów – wieś w Polsce położona w województwie łódzkim, w powiecie sieradzkim, w gminie Wróblew. Znajduje się po pn. stronie drogi z Sieradza do Kalisza, w odległości 5 km od Błaszek. 
W latach 1975–1998 miejscowość położona była w województwie sieradzkim.

## Historia
Pierwsza wzmianka o niej pochodzi z 1364 r. i zawiera informację o tym, iż Piotr Świnka, kasztelan spicymierski a zarazem dziedzic pobliskiej Charłupi Wielkiej, sprzedaje niejakiemu Małuskiemu sołectwo wsi Dziebędów w celu lokowania jej na prawie średzkim. Na pocz. XVI w. wieś przeszła w ręce innej gałezi rodu Świnków, Zajączków piszących się z Wrzącej. 
Zmarły w 1901 r. właściciel Dziebędowa Adam Dołega-Otocki leży w grobowcu na cmentarzu w sąsiednim Tubądzinie. 
W 1912 r. właścicielem wsi był Ignacy Michalski, w posiadaniu tej rodziny wieś prawdopodobnie pozostawała do 1939 r.
W Dziebędowie stwierdzono istnienie szlacheckiego gródka obronnego wspomnianego w 1721 r. 

## Zabytki
Obecnie po zniszczonym założeniu dworskim pozostał jedynie XIX-wieczny park (3,4 ha) o charakterze krajobrazowym, w obrębie którego było kiedyś 7 stawów, obecnie w różnym stanie zachowania - wszystkie zasilane wodami Swędrni, dopływu Prosny. W parku ocalały godne uwagi aleje (grabowa i jesionowa) oraz pomnikowe okazy drzew; wśród nich: dwa platany klonolistne, lipy, jesiony, wiązy, białodrzew. Wśród krzewów rozróżniamy: bez czarny, głóg, leszcynę, ligustr, lilak pospolity, śnieguliczkę i tawułę.